# 水戸泉 (小説家)
水戸泉（みと いずみ、12月14日 - ）は、日本の女流小説家。神奈川県出身。AB型。主にボーイズラブ作品を執筆。角川ルビー文庫では「水戸いずみ」名義で、ライトノベルでは小林来夏（こばやし らいか）名義で出版。一方で漫画原作も手掛けるなど多作。コミックボンボンなどで活動していた漫画家の水戸いずみとは別人である。
1996年「小説オヴィス」7号（茜新社）掲載の『兄貴系』でデビュー。同年、『ロマンスの王様』（茜新社）で単行本デビュー。
ペンネームは、同名の力士ではなく、好きな漫画の登場人物から名字を拝借したものに由来。